# Ch’oe Yun
Ch’oe Yun (* 3. Juli 1953 in Seoul) ist eine südkoreanische Autorin der Gegenwart und Professorin für französische Gegenwartsliteratur an der Sogang University in Seoul.

## Leben
Ch’oe Yun, deren bürgerlicher Name Ch’oe Hyon-mu lautet, studierte an der Sogang University koreanische Literatur und schloss 1976 mit dem Bachelor und 1978 mit dem Master of Arts ab. 1983 promovierte sie nach mehrjährigem Auslandsstudium in Frankreich und erhielt die Doktorwürde (Doctorat de 3ème Cycle) von der Université de Provence, D.E.A. in Aix-en-Provence und Marseille. Seit März 1984 ist sie Professorin für französische Gegenwartsliteratur an der Sogang University.
Literarisch trat Ch’oe erstmals 1978 durch den kritischen Essay Analyse der Bedeutungsstruktur von Prosa (소설의 의미 구조 분석) in der Zeitschrift Literarische Gedanken (Munhak sasang) in Erscheinung, veröffentlichte jedoch ihre erste schriftstellerische Arbeit, die Erzählung über das Kwangju-Massaker Lautlos fällt eine Blüte (저기 소리없이 한 점 꽃잎이 지고) erst zehn Jahre später, nämlich 1988 im Literaturmagazin Literatur und Gesellschaft (Munhak-kwa sahoe).
Ch’oe nutzt in ihren Erzählungen viele moderne schriftstellerische Techniken wie zum Beispiel die Vermischung von Fantasie und Wirklichkeit, verschiedene Perspektiven und Versionen ein und desselben Vorganges oder zeitparallele Erzählstrukturen. Thematisch behandelt Ch’oe oftmals Probleme gesellschaftlicher Umbrüche des modernen Koreas – die Folgen des Koreakriegs oder der Teilung Koreas, die Zeit der Militärdiktaturen – meist aus der Perspektive eines Außenseiters, d. h. eines Menschen, für den es keine Helden mehr geben kann. Ch’oe offenbart damit eine feinfühlige Literatur als gesellschaftlichen Indikator der vergangenen stürmischen Dekaden des Landes oder wie sie selbst sagte: „Will man die koreanische Literatur wirklich verstehen, muss man wohl eine einzigartige Zeitmaschine besteigen, die es nirgendwo sonst auf der Welt gibt. Die koreanische Literatur ist wie die Erdatmosphäre hoch verdichtet. Auf der ganzen Welt gibt es kein Land, das wie Korea in so kurzer Zeit alle Stufen der Moderne und der modernen Literatur durchlaufen hat.“
Neben ihrer Arbeit als Literatin und Professorin engagiert sich Ch’oe Yun für die Verbreitung koreanischer Literatur durch Übersetzungen ins Französische sowie für gesellschaftliche Themen, indem sie an interdisziplinären Konferenzen und Kongressen wie zum Beispiel „Women’s World 2005“ der Ewha Womans University Seoul teilnahm.
Auf Deutsch erschienen sind von ihr die Erzählungen Lautlos fällt eine Blüte, Nasenka gibt es nicht, Den Vater im Blick sowie die die ebenso vielbeachtete Erzählung Der graue Schneemann in der Erzählungssammlung Lautlos fällt eine Blüte, welche im Rahmen der „Edition moderne koreanische Autoren“ des Pendragon Verlages Bielefeld publiziert wurden.

## Werke
- 1991: 너는 더 이상 너가 아니다 (Nŏ-nŭn tŏ isang nŏ-ga anida) – Du bist nicht länger du
- 1991: 속삭임 속삭임 (Soksagim, soksagim) – Geflüster, Geflüster
- 1992: 저기 소리없이 한 점 꽃잎이 지고 (Chŏgi sori ŏpsi han chŏm kkotip'i chigo) – Lautlos fällt eine Blüte. Erzählungen. Seoul: Munhak-kwa chisŏngsa
- 1994: 이상문학상수상 작품집 (Isang munhaksang susang chakp'umjib). Erzählungen. Seoul: Munhak sasangsa
- 1997: 겨울 아틀란티스 (Kyŏul at'ŭllant'isŭ) – Winter, Atlantis. Seoul: Munhakdongnae
- 2003: 마네킹 (manek'ing) – Mannequin. Yŏllimwon

## Übersetzungen
Deutsch
- Lautlos fällt eine Blüte (저기 소리없이 한 점 꽃잎이 지고), Pendragon, 2003, ISBN 978-3-934872-47-9.

Englisch
- There a Petal Silently Falls (저기 소리없이 한 점 꽃잎이 지고), Columbia University Press, 2008, ISBN 978-0-231-14296-0.
- The Last of Hanako (하나코는 없다), Jimoondang Publishing Company, 2003, ISBN 978-89-88095-74-4.

Spanisch
- Maniquí (마네킹), Editorial Verbum, 2007, ISBN 978-84-7962-383-8.

## Auszeichnungen
- 1990: Koreanischer Literaturpreis in der Kategorie Übersetzen
- 1992: Tongin Literaturpreis für die Erzählung Der graue Schneemann
- 1994: Yi-Sang-Literaturpreis für die Erzählung Nasenka gibt es nicht
- 1994: Taesan Literaturpreis
- 1998: Koreanischer Übersetzerpreis (한국번역대상 외역부문)